# 1147 (tal)
1147 är det naturliga talet som följer 1146 och som följs av 1148.
- Hexadecimalt: 47B

## Inom vetenskapen
- 1147 Stavropolis, en asteroid.

## Inom litteratur och kultur
Refereras ibland i hackerkultur till då 4711 decimalt blir 11147 oktalt, och det av 4711 liknande talet 1147 decimalt omvandlat till hexadecimalt blir 47B (och B=11, dvs "nästan" 4711)